# Lequeitio (Guanajuato)
Lequeitio es una localidad del estado mexicano de Guanajuato. Es parte del municipio de San Felipe.

## Toponimia
El nombre de la localidad refiere a la población española de Lequeitio.

## Demografía
| Gráfica de evolución demográfica |
|                                  |

| Censo | Población |
| ----- | --------- |
| 1930  | 561       |
| 1940  | 588       |
| 1950  | 828       |
| 1960  | 551       |
| 1970  | 618       |
| 1980  | 588       |
| 1990  | 839       |
| 2000  | 918       |
| 2010  | 1 104     |
| 2020  | 1 214     |